# Quasisimnia robertsoni
Quasisimnia robertsoni là một loài ốc biển, là động vật thân mềm chân bụng sống ở biển thuộc họ Ovulidae.